# リオ・ブランコAC
リオ・ブランコAC (ポルトガル語: Rio Branco Atlético Clube)は、ブラジル・エスピリトサント州ヴィトーリアを本拠地とするサッカークラブである。

## 歴史
1913年6月21日設立。エスピリトサント州選手権では最多37回の優勝を誇り、同州で最も人気のあるクラブである。

## タイトル

### 国内タイトル
- カンピオナート・カピシャーバ : 37回
  - 1918, 1919, 1921, 1924, 1929, 1930, 1934, 1935, 1936, 1937, 1938, 1939, 1941, 1942, 1945, 1946, 1947, 1949, 1951, 1957, 1958, 1959, 1962, 1963, 1966, 1968, 1969, 1970, 1971, 1973, 1975, 1978, 1982, 1983, 1985, 2010, 2015

- コパ・エスピリトサント : 1回
  - 2016

### 国際タイトル
なし

## 歴代監督
- ヴァンデルレイ・ルシェンブルゴ 1983
- パウロ・エミリオ・フロッサルド・ジョルジ 1998

## 歴代所属選手

### GK
- ジョゼ・カルロス・ダ・コスタ・アラウージョ 1984

### DF
- エリゼウ・フェレイラ・マルシアーノ

### MF
- ジョルジ・ピント・メンドンサ 1986
- ジェオヴァニ・ファリア・ダ・シウヴァ 2001

### FW
- エドゥアルド・フランシスコ・ダ・シウヴァ・ネト 2015
- エリクソン・カルロス・バチスタ・ドス・サントス 2016-2017